# Teatro Alemanni
Il teatro Alemanni è un teatro di Bologna, in via Mazzini, 65, posto all'interno del complesso architettonico di Santa Maria Lacrimosa degli Alemanni. 

## Descrizione
Nato come sala cinematografica, è poi stato trasformato in teatro nel 1982.  
La sala dispone di una platea di 246 posti, il palcoscenico in legno, ristrutturato nel 2018, è attrezzato con americane e stangoni a corde e con una dotazione tecnica per spettacoli teatrali, concerti e conferenze. 
Il Teatro Alemanni è stato per anni considerato il "tempio" della teatralità petroniana. Il cartellone ha da sempre dedicato grande spazio alla commedia dialettale bolognese, dal 1982, anno di inizio attività del teatro, fino ad oggi, ospitando gran parte delle “prime” delle commedie dialettali e radunando la comunità ed il pubblico appassionato.
Il cartellone annuale vanta oltre 60 titoli diversi e dedica ampio spazio anche a spettacoli d'avanguardia, concerti e danza, prestando particolare attenzione alle compagnie emergenti, bolognesi, nazionali ed internazionali. Il teatro è anche centro di formazione, ricerca e produzione teatrale.
Dal 2018 al 2021 è stato gestito dall’Associazione Amici dell'Alemanni, diretto dal regista Pardo Mariani e supportato dalla UILT Emilia Romagna. 
Attualmente è in fase di rigenerazione e ristrutturazione.  